# Neutrino
Neutrinos sind elektrisch neutrale Elementarteilchen mit sehr geringer Masse. Im Standardmodell der Elementarteilchenphysik existieren drei Arten (Generationen) von Neutrinos: Elektron-, Myon- und Tau-Neutrinos. Jede Neutrino-Generation besteht aus dem Neutrino selbst und seinem Anti-Neutrino. Der Name Neutrino wurde von Enrico Fermi für das von Wolfgang Pauli postulierte Teilchen vorgeschlagen und bedeutet (entsprechend der italienischen Verkleinerungsform ino) kleines neutrales Teilchen.
Bei Wechselwirkung der Neutrinos mit Materie finden, anders als bei vielen anderen bekannten Elementarteilchen, nur Prozesse der schwachen Wechselwirkung statt. Reaktionen erfolgen im Vergleich zur elektromagnetischen und starken Wechselwirkung also sehr selten. Deshalb geht ein Strahl von Neutrinos auch durch dicke Materieschichten – z. B. durch die ganze Erde – hindurch, wenn auch mit einer gewissen Schwächung. Entsprechend aufwendig ist der Nachweis von Neutrinos in Experimenten.

Alle Elementarteilchen des Standardmodells:
Grün sind die Leptonen, die untere Reihe davon sind die Neutrinos

Nach dem Entstehungsort der in Neutrinodetektoren beobachteten Neutrinos werden folgende Typen unterschieden:
- Kosmische Neutrinos (Weltall)
- Solare Neutrinos (Sonne)
- Atmosphärische Neutrinos (Erdatmosphäre)
- Geoneutrinos (Erdinneres)
- Reaktorneutrinos (Kernreaktoren)
- Neutrinos aus Beschleunigerexperimenten

## Forschungsgeschichte

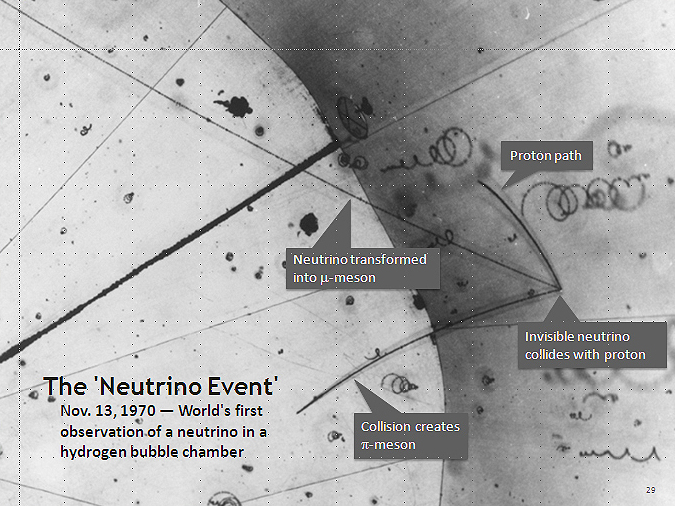
Die erste Aufnahme eines Neutrinos in einer Blasenkammer gefüllt mit flüssigem Wasserstoff am Argonne National Laboratory von 1970. Ein Neutrino kollidiert mit einem Proton. Die Reaktion erfolgte rechts im Bild – dort, wo drei Spuren zusammenlaufen. Der Neutrinostrahl wurde aus zerfallenden positiv geladenen Pionen gewonnen, die durch Beschuss eines Berylliumtargets mit dem Protonenstrahl erzeugt wurden.

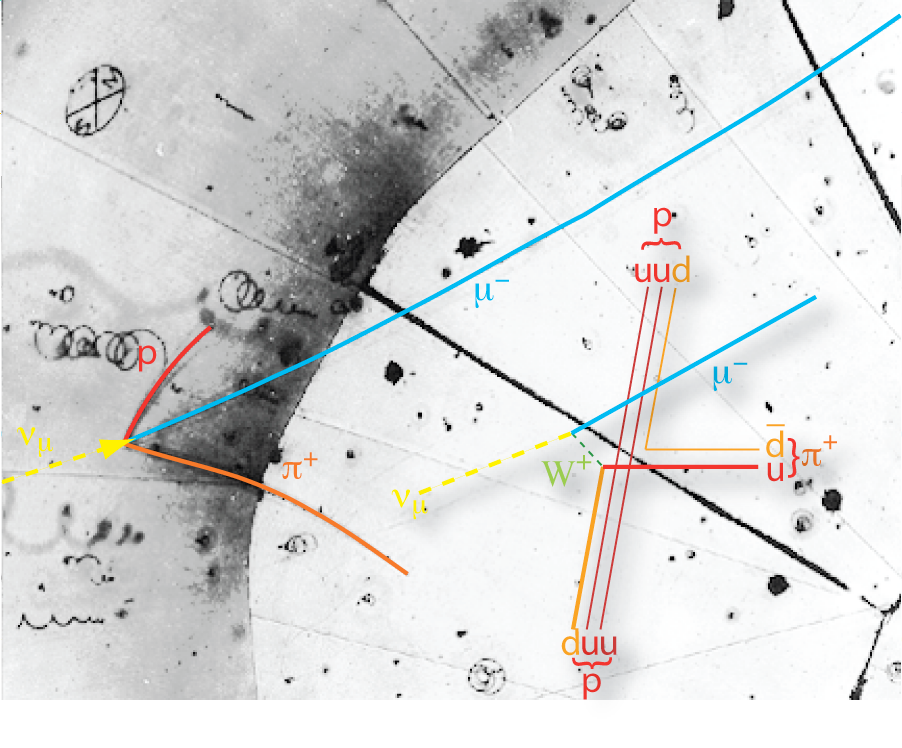
Oberes Bild (gespiegelt und aufgehellt) mit eingezeichneten Spuren der Reaktion. Ein Myon-Neutrino (unsichtbar) von unten links kommend kollidiert mit einem Proton des flüssigen Wasserstoffs. Als Ergebnis der Reaktion entsteht ein positiv geladenes Pion und ein negativ geladenes Myon. Die detaillierte Reaktion des Neutrinos mit den Quarks des Protons vermittelt über ein W-Boson (Schwache Wechselwirkung) ist schematisch rechts unterhalb der Spuren eingezeichnet.

Beim radioaktiven Beta-Minus-Zerfall wurde zunächst nur ein ausgesandtes Elektron beobachtet. Zusammen mit dem verbleibenden Kern schien es sich somit um ein Zweikörperproblem zu handeln (siehe auch Kinematik (Teilchenprozesse)). Damit ließ sich das kontinuierliche Energiespektrum der Beta-Elektronen nur erklären, wenn man eine Verletzung des Energieerhaltungssatzes annahm. Das führte Wolfgang Pauli dazu, ein neues Elementarteilchen anzunehmen, das – von den Detektoren unbeobachtet – gleichzeitig mit dem Elektron aus dem Kern ausgesandt wird. Dieses Teilchen trägt einen Teil der beim Zerfall frei werdenden Energie davon. Auf diese Weise können die Elektronen der Betastrahlung unterschiedlich viel kinetische Energie erhalten, ohne dass die Energieerhaltung verletzt ist.
Pauli schlug in einem Brief vom 4. Dezember 1930 dieses hypothetische Teilchen vor, das er zunächst Neutron nannte. Enrico Fermi, der eine Theorie über die grundlegenden Eigenschaften und Wechselwirkungen dieses Teilchens ausarbeitete, benannte es um in Neutrino (italienisch für „kleines Neutron“, „Neutrönchen“), um einen Namenskonflikt mit dem heute bekannten Neutron zu vermeiden. Erst im Jahr 1933 präsentierte Pauli seine Hypothese einem breiteren Publikum und stellte die Frage nach einem möglichen experimentellen Nachweis. Da das Neutrino in den üblichen Teilchendetektoren kein Signal erzeugte, war klar, dass es nur äußerst schwer nachweisbar sein werde.
Tatsächlich gelang die erste Beobachtung erst 23 Jahre später, 1956, an einem der ersten großen Kernreaktoren mit dem Cowan-Reines-Neutrinoexperiment. Die Forscher sandten am 14. Juni 1956 Wolfgang Pauli ein Telegramm mit der Erfolgsmitteilung nach Zürich. Ein Kernreaktor emittiert durch den Betazerfall der Spaltprodukte Neutrinos (genauer: Elektron-Antineutrinos) mit viel höherer Flussdichte, als mit einem radioaktiven Präparat erreichbar wäre. Reines und Cowan benutzten zur Detektion der Antineutrinos die folgende Teilchenreaktion (den sog. inversen Betazerfall):
{\displaystyle {\bar {\nu }}_{e}+p\ \rightarrow \ e^{+}+n}
Ein Antineutrino trifft auf ein Proton und erzeugt ein Positron und ein Neutron. Diese Reaktionsprodukte sind beide vergleichsweise leicht beobachtbar. Für diese Entdeckung erhielt Reines 1995 den Nobelpreis für Physik.
Das Myon-Neutrino wurde 1962 von Jack Steinberger, Melvin Schwartz und Leon Max Lederman mit dem ersten an einem Beschleuniger hergestellten Neutrinostrahl entdeckt. Den Neutrinostrahl erzeugten sie, indem sie einen hochenergetischen Pionenstrahl so weit laufen ließen, dass ein Teil der Pionen (etwa 10 %) in Myonen und Neutrinos zerfallen war. Mit Hilfe einer massiven, etwa 12 m dicken Stahlabschirmung, die von dem gemischten Teilchenstrahl aus Pionen, Myonen und Neutrinos alle Teilchen außer den Neutrinos aufhielt, konnten sie dann einen reinen Neutrinostrahl gewinnen. Sie erhielten dafür den Physiknobelpreis des Jahres 1988. Mit dem Myon-Neutrino wurde eine zweite Neutrinogeneration bekannt, die das Analogon zum Elektron-Neutrino für Myonen darstellt. Kurzzeitig war für das Myon-Neutrino die Bezeichnung Neutretto in Verwendung (-etto ist ebenfalls eine italienische Verkleinerungsform), die jedoch keine große Verbreitung fand. Als 1975 das Tauon entdeckt wurde, erwarteten die Physiker auch eine zugehörige Neutrinogeneration, das Tauon-Neutrino. Erste Anzeichen für dessen Existenz gab das kontinuierliche Spektrum im Tauon-Zerfall, ähnlich wie beim Betazerfall. Im Jahr 2000 wurde dann am DONUT-Experiment das Tau-Neutrino erstmals direkt nachgewiesen.
Das von 1993 bis 1998 laufende LSND-Experiment in Los Alamos wurde als Hinweis auf die Existenz steriler Neutrinos interpretiert, war jedoch umstritten. Nachdem das KArlsruhe-Rutherford-Mittel-Energie-Neutrino-(KARMEN)-Experiment unter der Federführung des Forschungszentrums Karlsruhe am britischen Rutherford-Labor die Ergebnisse nicht reproduzieren konnte, gilt diese Interpretation seit 2007 durch erste Ergebnisse von MiniBooNE (Miniature Booster Neutrino Experiment am Fermi National Accelerator Laboratory) als offen. Eine Neuauswertung von Elektronenreferenzspektren des Instituts Laue-Langevin im Jahr 2011 deutet ebenfalls auf die Existenz eines vierten, leichten sterilen Neutrinos hin. Ausgelöst durch die 2011er-Studie suchten mehrere Experimente in sehr kurzen Entfernungen von Kernreaktoren nach sterilen Neutrinos. Während die meisten die Existenz von leichten sterilen Neutrinos ausschließen konnten, sind die Ergebnisse insgesamt nicht eindeutig.
In der Neutrinoforschung des 21. Jahrhunderts wurden bisher vier Wissenschaftler mit dem Nobelpreis für Physik (2002 und 2015) und fünf Wissenschaftler-Teams mit dem Breakthrough Prize in Fundamental Physics 2016 ausgezeichnet.

## Eigenschaften

### Drei Generationen von Neutrinos und Antineutrinos
Es sind drei Generationen von Leptonen bekannt. Jede davon besteht aus einem elektrisch geladenen Teilchen – Elektron, Myon oder Tauon – und jeweils einem elektrisch neutralen Neutrino, Elektron-Neutrino ({\displaystyle \nu _{e}}), Myon-Neutrino ({\displaystyle \nu _{\mu }}) bzw. Tau- oder Tauon-Neutrino ({\displaystyle \nu _{\tau }}). Hinzu kommen die entsprechenden drei Antiteilchen.
Neutrinos können sich ineinander umwandeln. Das führt zu einer Beschreibung der Neutrino-Arten als drei verschiedene Zustände {\displaystyle \nu _{1}}, {\displaystyle \nu _{2}} und {\displaystyle \nu _{3}}, die jeweils eine andere, scharf bestimmte (aber noch unbekannte) Masse haben. Die beobachtbaren Elektron-, Myon- und Tau-Neutrinos – benannt nach dem jeweiligen geladenen Lepton, mit dem zusammen sie auftreten – sind quantenmechanische Überlagerungen dieser drei Massen-Eigenzustände. Der Zusammenhang zwischen den Flavour-Eigenzuständen ({\displaystyle \nu _{e}}, {\displaystyle \nu _{\mu }}, {\displaystyle \nu _{\tau }}) und den Massen-Eigenzuständen ({\displaystyle \nu _{1}}, {\displaystyle \nu _{2}}, {\displaystyle \nu _{3}}) wird durch eine Mischungsmatrix dargestellt, die PMNS-Matrix.
Die Anzahl der Neutrinoarten mit einer Masse, die kleiner als die halbe Masse des Z-Bosons ist, wurde in Präzisionsexperimenten u. a. am L3-Detektor am CERN zu genau drei bestimmt.
Es gibt derzeit keine Hinweise auf einen neutrinolosen doppelten Betazerfall. Frühere Arbeiten, die dies nahegelegt hatten, wurden durch genauere Messungen widerlegt. Ein neutrinoloser doppelter Betazerfall würde bedeuten, dass entweder die Erhaltung der Leptonenzahl verletzt oder das Neutrino sein eigenes Antiteilchen wäre. In der quantenfeldtheoretischen Beschreibung hieße dies (im Widerspruch zum jetzigen Standardmodell), dass das Neutrinofeld kein Dirac-Spinor, sondern ein Majorana-Spinor wäre.

### Spin und Helizität
Neutrinos haben, genauso wie die geladenen Leptonen, den Spin ½.
Die Physiker Lee und Yang gaben den Anstoß für ein Experiment zur Untersuchung der Spins von Neutrinos und Antineutrinos. Dieses wurde 1956 von Chien-Shiung Wu ausgeführt und zeigte, dass die Paritätserhaltung nicht ausnahmslos gilt:
Das Neutrino erwies sich als „Linkshänder“, sein Spin ist seiner Bewegungsrichtung entgegengesetzt (antiparallel; siehe Händigkeit). Ein Antineutrino ist dagegen rechtshändig. Damit wird eine objektive Erklärung von links und rechts möglich. Im Bereich der schwachen Wechselwirkung muss demnach beim Übergang von einem Teilchen zu seinem Antiteilchen nicht nur eventuell vorhandene elektrische Ladung, sondern auch die Parität, also der Spin, vertauscht werden. Die schwache Wechselwirkung unterscheidet sich also von der elektromagnetischen Wechselwirkung durch die Verknüpfung des schwachen Isospins mit der Rechts- oder Links-Händigkeit eines Teilchens:
- Bei den Leptonen und Quarks haben nur die linkshändigen Teilchen und ihre rechtshändigen Antiteilchen einen von Null verschiedenen schwachen Isospin.
- Dagegen sind die rechtshändigen Teilchen und ihre linkshändigen Antiteilchen gegenüber schwachen Wechselwirkungen mit W-Bosonen inert; dieses Phänomen bezeichnet man als maximale Paritätsverletzung. Gleichzeitig wird auch die Teilchen-Antiteilchen-Symmetrie (C-Symmetrie) verletzt. Lange schien es so, dass die Physik unter der kombinierten CP-Symmetrie invariant ist, bis 1964 auch eine Verletzung der CP-Symmetrie experimentell bestätigt wurde.

Dadurch wird auch verständlich, dass Neutrinos ihre eigenen Antiteilchen sein könnten, obwohl sich Neutrinos und Antineutrinos im Experiment verschieden verhalten: Die aus dem Experiment als Antineutrinos bekannten Teilchen wären einfach Neutrinos, deren Spin parallel zur Bewegungsrichtung ist. Man kann die Bewegungsrichtung der Neutrinos experimentell nicht einfach umdrehen; auch kann man derzeit keine Experimente durchführen, bei denen ein Neutrino von einem schnelleren Teilchen eingeholt wird und mit diesem wechselwirkt, sodass die Bewegungsrichtung im Bezugssystem des Wechselwirkungsschwerpunkts der Bewegungsrichtung im Bezugssystem des Labors entgegengesetzt ist.

### Masse

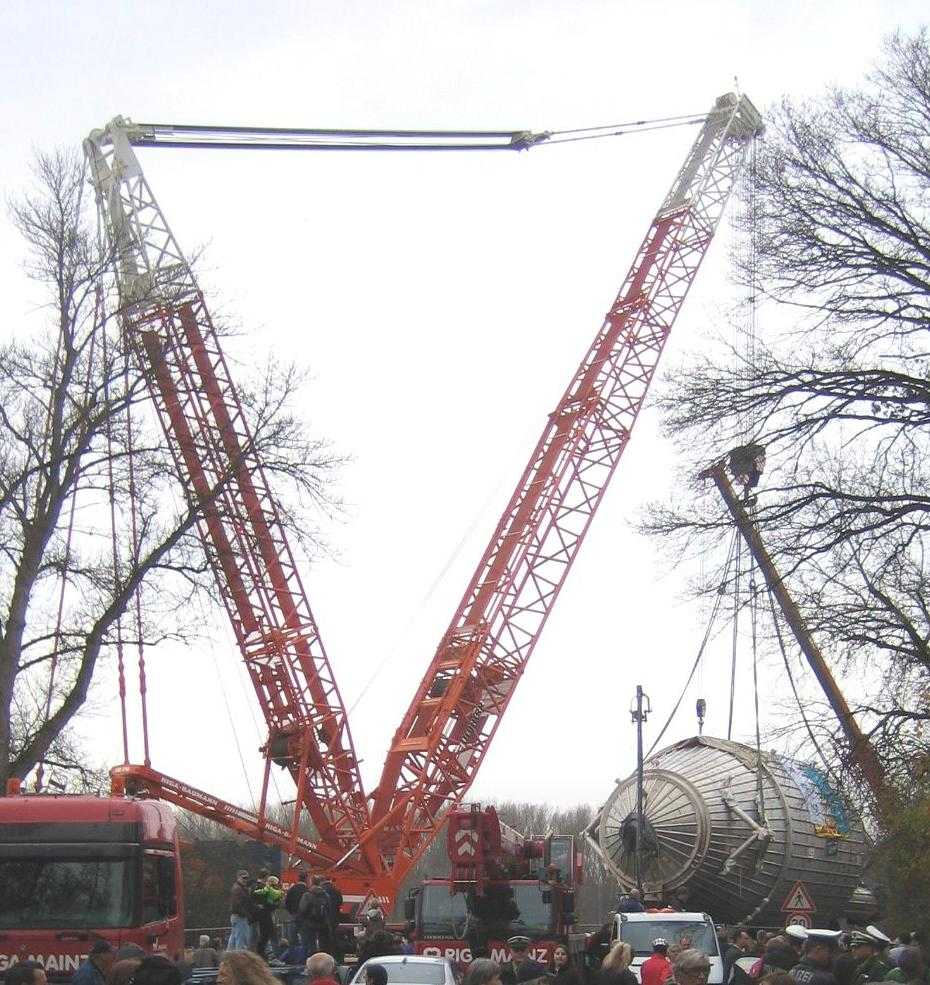
Transport des Vakuumtanks für das KATRIN-Experiment zur Bestimmung der Neutrinomasse (Nov. 2006)

Die Masse der Neutrinos ist extrem klein; alle Experimente geben bislang nur obere Grenzen an. Aber seit der Entdeckung der Neutrinooszillationen steht fest, dass sie eine von Null verschiedene Masse haben müssen.
Methoden zur Bestimmung der Neutrinomasse zerfallen in vier Gruppen:
- Direkte Bestimmung der Masse aus der fehlenden Energie beim Betazerfall
- Beobachtung von Neutrinooszillationen, also Umwandlungen einer Neutrinoart in eine andere
- Suche nach neutrinolosen doppelten Betazerfällen
- Indirekte Folgerungen aus anderen Beobachtungen, insbesondere aus der beobachtenden Kosmologie

Alle publizierten Ergebnisse werden von der Particle Data Group bewertet und fließen in die jährlich veröffentlichten Review of Particle Physics ein.
Direkte Messungen des Endpunktes des Betaspektrums von Tritium konnten bis 2006 die mögliche Masse der Elektron-Neutrinos mit 2 eV/c² nach oben einschränken. Bessere Obergrenzen wurden durch Messungen des KATRIN-Experiments am Karlsruher Institut für Technologie erreicht: 2022 wurde die obere Schranke auf 0,8 eV/c² verbessert, 2024 wird in einer Publikation von einer neuen oberen Schranke von 0,45 eV/c² berichtet.
Die Beobachtung von Neutrinooszillationen ist eine indirekte Messung von Massendifferenzen zwischen verschiedenen Neutrinos. Sie belegen, dass Neutrinos tatsächlich eine von null verschiedene (aber im Vergleich zu den assoziierten geladenen Leptonen sehr kleine) Masse besitzen. Da aus Neutrinooszillationen nur Massendifferenzen gemessen werden können, ist die Anordnung der Neutrinomassen auf dem Massenspektrum derzeit eine offene Frage, die durch weitere Experimente, wie das Deep Underground Neutrino Experiment, geklärt werden soll. Das NuFIT Projekt erstellt regelmäßig eine globale Metaanalyse aus der Kombination von Messungen der relevanten Neutrinoexperimente, wie IceCube, T2K oder NOvA. Dabei werden Parameter der Neutrinooszillation, wie Mischungswinkel zwischen Masseneigenzuständen oder auch die Quadrate der Massendifferenzen in einer globalen Ausgleichsrechnung (engl. Fit) bestimmt. Unter Berücksichtigung der Ergebnisse des KATRIN-Experimentes ergibt sich laut NuFIT, dass die Masse des Elektronneutrinos eine Masse zwischen 0,85 meV/c² und 0,4 eV/c² bei „normaler Anordnung“ der Neutrinomassen (engl. normal ordering) und eine Masse zwischen 0,048 eV/c² und 0,4 eV/c² bei „umgekehrter Anordnung“ der Neutrinomassen (engl. inverted ordering) hat. Die Bestimmung der Massendifferenzen erlaubt es auch, die Massengrenzen für die Summe der Neutrinomassen einzuschränken. Für die normale Anordnung ergibt sich für die Summe der drei Neutrinomassen ein Massenbereich zwischen 0,058 eV/c² und 1,2 eV/c², für die umgekehrte Anordnung ein Bereich zwischen 0,098 eV/c² und 1,2 eV/c².
Der hypothetische neutrinolose doppelte Betazerfall ist nur dann möglich, wenn die Neutrinos ihre eigenen Antiteilchen (Majorana-Fermionen) sind. Dann kann es beim gleichzeitigen Beta-Zerfall von zwei Neutronen in einem Atomkern manchmal zur Annihilation von zwei virtuellen Neutrinos anstatt zur Aussendung von zwei (realen) Neutrinos kommen. Die Zerfallsrate hängt nach den gängigen Theorien von der Neutrinomasse ab und könnte so zu deren Bestimmung herangezogen werden. Bislang wurden keine solchen Zerfälle beobachtet. Aus den Messungen ergeben sich obere Schranken für die Masse von Majorana-Neutrinos von 0,036 eV/c² bis 0,18 eV/c².
Der kosmologische Zugang zur Bestimmung der Neutrinomassen basiert auf der Beobachtung der Anisotropie der kosmischen Hintergrundstrahlung durch WMAP und anderen Beobachtungen, die die Parameter des Lambda-CDM-Modells, des heutigen Standardmodells der Kosmologie, bestimmen. Durch den Einfluss, den Neutrinos auf die Strukturbildung im Universum und auf die primordiale Nukleosynthese haben, kann (Stand 2007) als Obergrenze für die Summe der drei Neutrinomassen 0,2 eV/c² angenommen werden.
Für die Entdeckung der Neutrinooszillationen erhielten Takaaki Kajita und Arthur B. McDonald 2015 den Nobelpreis für Physik.

### Geschwindigkeit
Aufgrund ihrer geringen Masse wird erwartet, dass in teilchenphysikalischen Prozessen erzeugte Neutrinos sich mit nahezu Lichtgeschwindigkeit bewegen. In mehreren Experimenten wurde die Geschwindigkeit von Neutrinos gemessen und eine Übereinstimmung innerhalb der Messgenauigkeit mit der Lichtgeschwindigkeit beobachtet.
Die Messungen der Neutrinomasse, Neutrinogeschwindigkeit und Neutrinooszillationen stellen darüber hinaus Möglichkeiten dar, die Gültigkeit der Lorentzinvarianz der speziellen Relativitätstheorie zu überprüfen. Messergebnisse des OPERA-Experimentes im Jahr 2011, nach denen sich Neutrinos mit Überlichtgeschwindigkeit bewegt haben sollten, konnten auf Messfehler zurückgeführt werden. Eine neue Messung durch ICARUS und auch eine neue Analyse der OPERA-Daten haben Übereinstimmungen mit der Lichtgeschwindigkeit ergeben.

### Durchdringungsfähigkeit
Die Durchdringungsfähigkeit hängt von der Energie der Neutrinos ab. Mit zunehmender Energie nimmt der Wirkungsquerschnitt der Neutrinos zu und die mittlere freie Weglänge entsprechend ab.
Beispiel:
Die mittlere freie Weglänge von Neutrinos mit einer Energie von 106 GeV bei Wechselwirkung mit der Erde liegt im Bereich des Erddurchmessers. Das bedeutet, dass beim Flug quer durch die Erde knapp zwei Drittel dieser Neutrinos wechselwirken, während ein gutes Drittel durch die Erde durchfliegt. Bei 11 MeV ist die mittlere freie Weglänge in Blei bereits 350 Milliarden Kilometer, und in der Erde würden im Schnitt etwa drei von einer Milliarde Neutrinos eine Wechselwirkung eingehen, während die restlichen ungehindert durchfliegen.
Zum Vergleich:
Der größte Teilchenbeschleuniger der Welt, der Large Hadron Collider, erzeugt Teilchen mit einer Energie von 6500 GeV pro Nukleon, die Sonne produziert hauptsächlich Neutrinos mit Energien unterhalb von 10 MeV.
Eine Übersicht über den Wirkungsquerschnitt von Neutrinos bei verschiedenen Reaktionen und Energien, veröffentlicht 2013, ist im Internet verfügbar.

## Wechselwirkungen

### Geladener und neutraler Strom
Prozesse mit Neutrinos laufen über die schwache Wechselwirkung ab. Neutrinos unterliegen zwar auch der Gravitation; diese ist aber generell in der Teilchenphysik und erst recht bei Neutrinos so klein, dass sie praktisch keinerlei Bedeutung hat.
Alle Prozesse, bei denen Neutrinos entstehen, absorbiert werden oder gestreut werden, werden somit über W±-Bosonen (geladener Strom) oder Z0-Bosonen (neutraler Strom) vermittelt.
Geladener StromEin Elementarteilchen koppelt über ein elektrisch geladenes W-Boson an ein Neutrino. Hierbei wandeln sich die beteiligten Teilchen in andere um, wobei sich die elektrische Ladung um ±1 ändert ({\displaystyle \nu _{\mathrm {e} }\leftrightarrow \mathrm {e} ^{-}}, {\displaystyle \nu _{\mu }\leftrightarrow \mu ^{-}}, {\displaystyle \nu _{\tau }\leftrightarrow \tau ^{-}}). Alternativ kann auch ein Lepton-Antilepton-Paar entstehen ({\displaystyle \nu _{\mathrm {e} }\mathrm {e} ^{+}}, {\displaystyle {\bar {\nu }}_{\mathrm {e} }\mathrm {e} ^{-}}, …).
Neutraler StromEin Elementarteilchen koppelt über ein elektrisch neutrales Z-Boson an ein Neutrino. Hierbei bleiben die beteiligten Teilchenflavours erhalten (kein FCNC), und die Reaktion ist wie ein elastischer Stoß, der mit beliebigen Leptonen oder Quarks stattfinden kann. Sofern der Energieübertrag groß genug ist, können an getroffenen Atomkernen anschließend Teilchenumwandlungen stattfinden.
Im Fall der Reaktion {\displaystyle \mathrm {\nu _{e}+e^{-}\to \nu _{e}+e^{-}} } sind beide Wege möglich; der Prozess ist daher eine quantenmechanische Mischung aus geladenem und neutralem Strom.

### Beispiele

#### Beta-Zerfall

Feynmandiagramm für den Zerfall eines Neutrons in Proton Elektron und Elektron-Antineutrino vermittelt über ein W-Boson Diese Reaktion ist ein Beispiel für den geladenen Strom.

Ein prominentes Beispiel ist der radioaktive Betazerfall. Beim β−-(Beta-minus)-Zerfall wandelt sich ein Neutron in ein Proton um, wobei ein Elektron und ein Elektron-Antineutrino ausgesandt werden. Dabei emittiert eines der beiden Down-Quarks des Neutrons das intermediäre Vektorboson W− und verwandelt sich dadurch in ein Up-Quark. Das W−-Boson zerfällt danach in ein Elektron und ein Elektron-Antineutrino. Es handelt sich also um den „geladenen Strom“. Dieser Zerfall tritt bei Atomkernen mit großem Neutronenüberschuss auf, aber auch das freie Neutron kann auf diese Weise zerfallen.
{\displaystyle {}_{Z}^{A}\mathrm {X} \;\to \;{}_{Z+1}^{A}\mathrm {Y} ^{+}+\mathrm {e} ^{-}+{\overline {\nu }}_{\mathrm {e} }}
Ein Nuklid geht unter Aussendung eines Elektrons und eines Elektron-Antineutrinos in einen Tochterkern mit einer um 1 höheren Ordnungszahl über.
Umgekehrt wandelt sich beim β+-(Beta-plus)-Zerfall ein Proton in ein Neutron um, und beim Zerfall des entstandenen W+-Bosons werden ein Positron und ein Elektron-Neutrino emittiert. Der Prozess tritt bei Protonenüberschuss im Kern auf. Ein freies Proton kann auf diese Weise nicht zerfallen, weil die Reaktionsprodukte schwerer wären als das ursprüngliche Proton.
{\displaystyle {}_{Z}^{A}\mathrm {X} \;\to \;{}_{Z-1}^{A}\mathrm {Y} ^{-}+\mathrm {e} ^{+}+{\nu }_{\mathrm {e} }}
Ein Nuklid geht unter Aussendung eines Positrons und eines Elektron-Neutrinos in einen Tochterkern mit um 1 niedrigerer Ordnungszahl über.

#### Elektroneneinfang
Während beim Betazerfall ein Lepton-Antilepton-Paar neu entsteht, wandelt sich beim Elektroneneinfang ein Elektron in ein Neutrino um.
{\displaystyle {}_{Z}^{A}\mathrm {X} +\mathrm {e} ^{-}\;\to \;{}_{Z-1}^{A}\mathrm {Y} ^{-}+{\nu }_{\mathrm {e} }}

#### Inverser Beta-Zerfall
Reaktionen mit einem Neutrino als auslösendem Stoßpartner sind als „umgekehrter Betazerfall“ wichtig zur Detektion von Neutrinos, wie beispielsweise im historischen Cowan-Reines-Neutrinoexperiment:
{\displaystyle \mathrm {{\bar {\nu }}_{e}+p\rightarrow n+e^{+}} }

#### Proton-Proton-Reaktion
In Sternen der Hauptreihe, zu denen auch die Sonne gehört, verschmelzen bei der Proton-Proton-Reaktion zwei Protonen unter extrem hoher Temperatur zu einem Deuteriumkern; infolge der Umwandlung eines Protons in ein Neutron werden ein Positron und ein Neutrino frei.
{\displaystyle \mathrm {p+p\to d+e^{+}+{\nu }_{e}} }
Weiterhin entstehen in Sternen durch Kernfusionsprozesse, zum Beispiel im CNO-Zyklus, protonenreiche Kerne, die beim β+-Zerfall Neutrinos emittieren.

#### Zerfall des Pions
Der Zerfall des negativ geladenen Pions ist ein Beispiel für einen Prozess, bei dem ein (Anti-)Myon-Neutrino entsteht:
{\displaystyle \pi ^{-}\to \mu ^{-}+{\bar {\nu }}_{\mu }}

#### Reaktionen von Myon-Neutrinos
In den 1970er Jahren wurden am CERN mit dem Gargamelle-Detektor Reaktionen von Myon-Neutrinos mit Materie (Atomkernem oder Elektronen) studiert. In ca. einem Drittel der Fälle fanden Reaktionen statt, ohne dass ein Myon entstand. Dies war der erste experimentelle Nachweis neutraler Ströme (1973).

## Neutrinoforschung
Obwohl die geringe Reaktionsfreudigkeit der Neutrinos deren Nachweis schwierig macht, kann man das Durchdringungsvermögen der Neutrinos in der Forschung auch ausnutzen: Neutrinos aus kosmischen Ereignissen erreichen die Erde, während elektromagnetische Strahlung oder andere Teilchen von interstellarer Materie abgeschirmt werden.

### Astrophysik
Zuerst wurden Neutrinos genutzt, um das Innere der Sonne zu erforschen. Die direkte optische Beobachtung des Kerns ist aufgrund der Diffusion elektromagnetischer Strahlung in den umgebenden Plasmaschichten nicht möglich. Die Neutrinos jedoch, die bei den Fusionsreaktionen im Sonneninneren in großer Zahl entstehen, wechselwirken nur schwach und können das Plasma praktisch ungehindert durchdringen. Ein Photon benötigt typischerweise einige 1000 Jahre, bis es an die Sonnenoberfläche diffundiert; ein Neutrino benötigt dafür nur einige Sekunden.
Später nutzte man Neutrinos auch zur Beobachtung von kosmischen Objekten und Ereignissen jenseits unseres Sonnensystems. Sie sind die einzigen bekannten Teilchen, die von interstellarer Materie nicht deutlich beeinflusst werden. Elektromagnetische Signale können von Staub- und Gaswolken abgeschirmt werden oder aber bei der Detektion auf der Erde von kosmischer Strahlung überdeckt werden. Die kosmische Strahlung ihrerseits, in Form von superschnellen Protonen und Atomkernen, kann sich aufgrund des GZK-Cutoff (Wechselwirkung mit Hintergrundstrahlung) nicht weiter als 100 Megaparsec ausbreiten. Auch das Zentrum unserer Galaxie ist wegen dichten Gases und zahlloser heller Sterne von direkter Beobachtung ausgeschlossen. Es ist jedoch wahrscheinlich, dass Neutrinos aus dem galaktischen Zentrum in naher Zukunft auf der Erde gemessen werden können.
Eine wichtige Rolle spielen Neutrinos auch bei der Beobachtung von Supernovae, die etwa 99 % ihrer Energie in einem Neutrinoblitz freisetzen. Die entstandenen Neutrinos lassen sich auf der Erde nachweisen und geben Informationen über die Vorgänge während der Supernova. Im Jahr 1987 wurden Neutrinos von der Supernova 1987A aus der Großen Magellanschen Wolke nachgewiesen: elf im Kamiokande, acht im Irvine Michigan Brookhaven Experiment, fünf im Mont Blanc Underground Neutrino Observatory und möglicherweise fünf im Baksan-Detektor. Dies waren die ersten nachgewiesenen Neutrinos, die sicher aus einer Supernova stammten, denn diese wurde wenige Stunden später mit Teleskopen beobachtet.
Experimente wie IceCube, Amanda, Antares und Nestor haben den Nachweis kosmogener Neutrinos zum Ziel. IceCube ist das derzeit (2018) größte Neutrinoobservatorium.
Neutrinos werden auch zur Erforschung von Neutronenstern-Kollisionen genutzt. Solche Verschmelzungen setzen neben Gravitationswellen auch Neutrinos frei, die Aufschluss über die dabei ablaufenden Kernreaktionen geben könnten. Die Analyse dieser Neutrinos zielt darauf ab, die Herkunft schwerer Elemente wie Gold und Platin besser zu verstehen, da deren Entstehen unter solch extremen astrophysikalischen Prozessen vermutet wird.

### Neutrinodetektoren

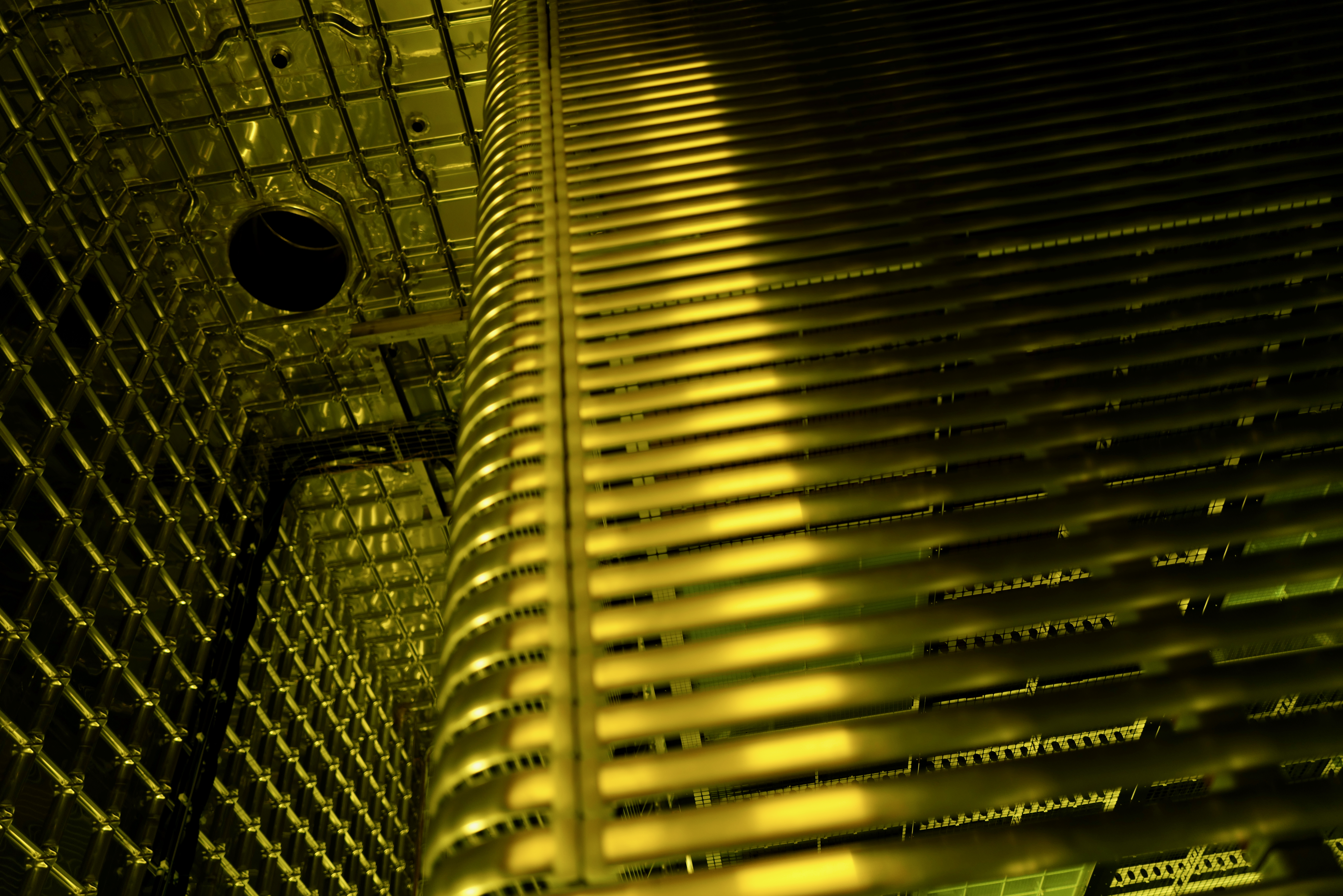
Neutrino-Erkennungs-Kammer im CERN von innen, kurz vor Testbeginn für das DUNE-Experiment (Dez. 2023)

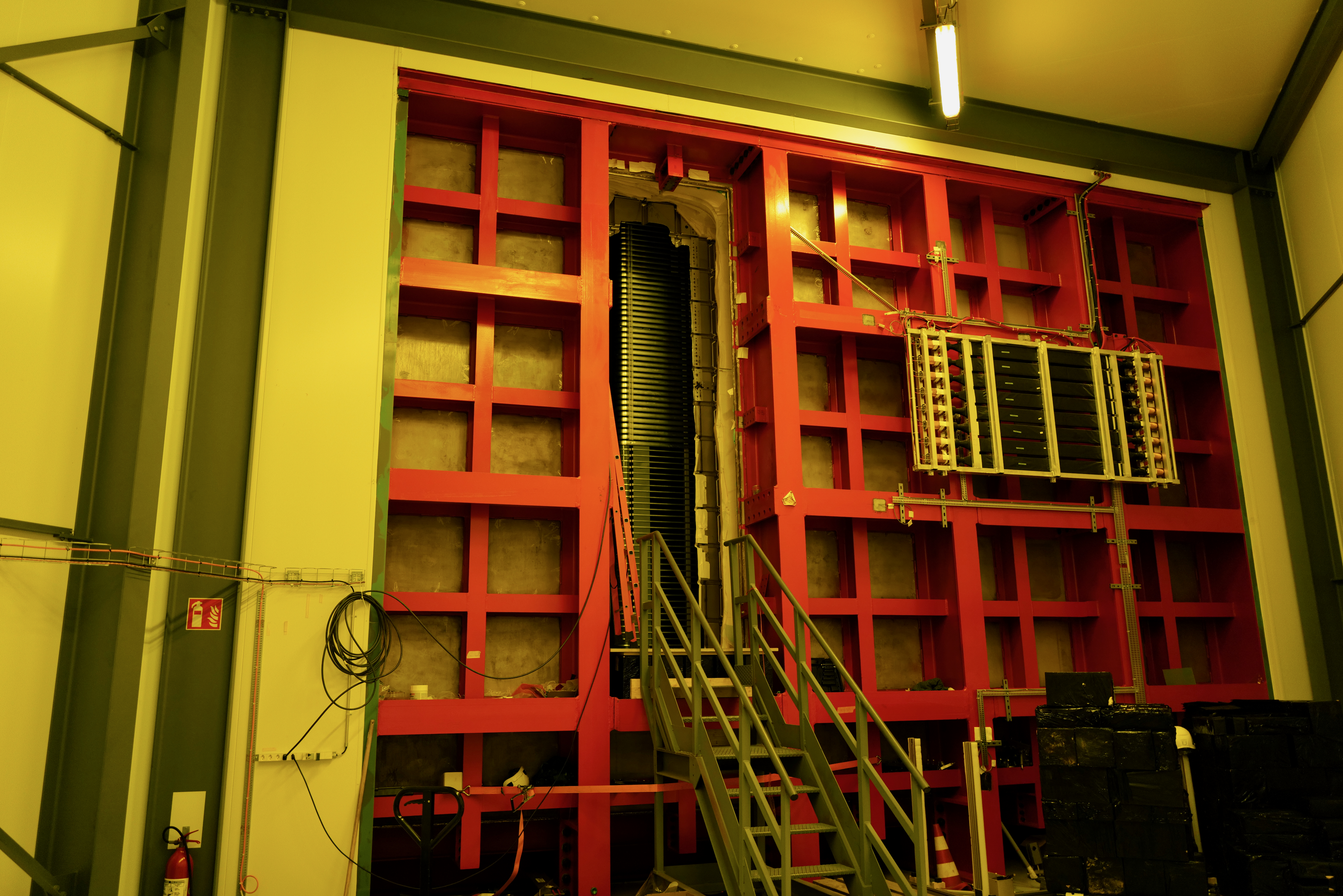
Neutrino-Erkennungs-Kammer im CERN von außen (Dez. 2023)

Das bereits im vorhergehenden Abschnitt Astrophysik erwähnte Experiment IceCube ist ein Hochenergie-Neutrino-Observatorium mit etwa 260 Mitarbeitern. Es wurde 2010 im Eis des Südpols fertiggestellt und hat ein Volumen von 1 km³. Die Reaktion der Hochenergie-Neutrinos mit den Elementarteilchen des Eises wird mit diesem Detektor beobachtet und ausgewertet.
Weitere bekannte Neutrinodetektoren sind einerseits die radiochemischen Detektoren (z. B. das Chlorexperiment in der Homestake-Goldmine, USA oder der GALLEX-Detektor im Gran-Sasso-Tunnel in Italien), andererseits die auf dem Tscherenkow-Effekt basierenden Detektoren, hier vor allem das Sudbury Neutrino Observatory (SNO) und Super-Kamiokande. Sie weisen solare und atmosphärische Neutrinos nach und erlauben u. a. die Messung von Neutrinooszillationen und damit Rückschlüsse auf die Differenzen der Neutrinomassen, da die im Sonneninneren ablaufenden Reaktionen und somit die Neutrinoemission der Sonne gut bekannt sind. Experimente wie das Double-Chooz-Experiment oder der seit 2002 arbeitende KamLAND-Detektor im Kamioka Neutrino Observatory sind in der Lage, über den inversen Betazerfall Geoneutrinos und Reaktorneutrinos nachzuweisen, und liefern komplementäre Information aus einem Bereich, der von solaren Neutrinodetektoren nicht abgedeckt wird.
Einer der derzeit größten Neutrino-Detektoren namens MINOS steht unterirdisch in einer Eisenmine in den USA, 750 Kilometer vom Forschungszentrum Fermilab entfernt. Von diesem Forschungszentrum wird ein Neutrinostrahl in Richtung des Detektors ausgestrahlt, wo dann gezählt wird, wie viele der Neutrinos sich während des unterirdischen Fluges umwandeln. Derzeit wird das Deep Underground Neutrino Experiment (DUNE)-Projekt entwickelt und erbaut, bei dem vom Fermilab aus ein Neutrino-Strahl über 1.300 km durch die Erde zur Sanford Underground Research Facility (Sanford Lab) in Lead, South Dakota gesendet wird.
Das CNGS-Experiment (CERN Neutrinos to Gran Sasso) untersucht seit 2007 die Physik der Neutrinos. Dazu wird ein Neutrinostrahl vom CERN über eine Entfernung von 732 km durch die Erdkruste zum Gran-Sasso-Laboratorium in Italien geschickt und dort detektiert. Einige der Myon-Neutrinos wandeln sich unterwegs in andere Neutrinoarten (fast ausschließlich Tau-Neutrinos) um, die vom OPERA-Detektor (Oscillation Project with Emulsion-tRacking Apparatus) nachgewiesen werden. Für die damit zusammenhängenden Geschwindigkeitsmessungen siehe den Abschnitt Geschwindigkeit.
Im März 2023 wurde berichtet, dass am FASER (Detektor) des LHC erstmals Neutrinos nachgewiesen wurden, die in einem Teilchenbeschleuniger erzeugt wurden.

## Anwendung
Forscher des Sandia National Laboratories wollen den Nachweis von Antineutrinos dazu nutzen, die Produktion von Plutonium in Kernreaktoren zu messen, damit die IAEO nicht mehr auf Schätzungen angewiesen ist und niemand mehr etwas für den Bau von Nuklearwaffen abzweigen kann. Wegen der hohen Produktionsrate von Antineutrinos in Kernreaktoren würde schon ein Detektor mit 1 m³ Detektorflüssigkeit vor dem Kernkraftwerk ausreichen.
Forschern der University of Rochester und North Carolina State University ist es 2012 zum ersten Mal gelungen, eine Nachricht mit Hilfe von Neutrinos durch feste Materie zu senden. Ein Protonenbeschleuniger erzeugte einen Neutrinostrahl, der 100 Meter unter der Erde von einem Neutrinodetektor erfasst wurde.

### Videos
- Neutrinos – Geheimschrift des Kosmos. (Memento vom 4. November 2011 im Internet Archive). Vortrag von Christian Spiering (Deutsches Elektronen-Synchrotron, Zeuthen) im April 2010.
- Was sind Neutrinos? aus der Fernseh-Sendereihe alpha-Centauri (ca. 15 Minuten). Erstmals ausgestrahlt am 13. Okt. 2002.
- Wo sind die Neutrinos? aus der Fernseh-Sendereihe alpha-Centauri (ca. 15 Minuten). Erstmals ausgestrahlt am 19. Jan. 2003.